# Крокодила
«Крокоди́ла» (также «По у́лице ходи́ла больша́я крокоди́ла») — городская фольклорная песня, популярная в России в начале XX века. К. В. Душенко датирует песню 1915 годом.

## Текст
Текст считается народным и сильно варьирует, обычно состоит из однотипных куплетов и создаёт ощущение незаконченности:
По улицам ходила

Большая крокодила,

Она, она

Зелёная (вар: голодная) была.

Во рту (вар: в зубах) она держала

Кусочек одеяла,

И думала она,

Что это ветчина.

Увидела француза

И — хвать его за пузо!

Она, она

Голодная была.
Городская легенда в Николаеве выводит сюжет из одного из послереволюционных арестов городского головы и одновременно директора николаевского зоопарка, Н. П. Леонтовича. Во время ареста из зоопарка якобы сбежал крокодил.

## Музыка
Мелодия песни заимствована из марша «Дни нашей жизни», сочинённого для Сумского гусарского полка или, согласно Душенко, для 129-го Бессарабского пехотного полка военным дирижёром Львом Чернецким.

## Влияние на культуру
Литературоведы отмечают взаимное влияние песни и творчества Чуковского. Безуспешную попытку заменить «большую крокодилу» на «огромную гориллу» С. Ю. Неклюдов объясняет влиянием слов Чуковского «По берегу Нила горилла идёт, горилла идёт, крокодила ведёт». Исследователи согласны в том, что песня подсказала Чуковскому образ крокодила в одноимённой сказке 1917 года.
Неклюдов прослеживает влияние песни также у Маяковского: «Вдруг как схватит его крокодил за живот…» («Сказка о дезертире, устроившемся недурненько, и о том, какая участь постигла его самого и семью шкурника», у Неклюдова ошибка в названии стихотворения).
Мотив песни обыгрывается в фильме «Антон Иванович сердится» (1941), где композитор-халтурщик Керосинов работает над помпезной симфонической аранжировкой песни («физиологической симфонией в четырёх пароксизмах»), автором этой музыкальной шутки был композитор фильма Д. Б. Кабалевский.